# Unger
Unger (ur. ?, zm. 9 czerwca 1012 r.) – początkowo biskup Polski z siedzibą w Poznaniu lub Gnieźnie, ewentualnie bez stałej siedziby, a po roku 1000 z pewnością biskup poznański niezależny od metropolii gnieźnieńskiej.

## Biografia
Pochodził przypuszczalnie z Saksonii lub Turyngii. Był opatem klasztoru w Memleben (Turyngia), który znajdował się na terenie diecezji merseburskiej. W 982 lub 983 został konsekrowany na biskupa, nie ma jednak pewności, czy nominacja ta już wtedy miała związek z następstwem po pierwszym biskupie Polski Jordanie. Pewne jest, że jeszcze przez kilka lat zachował urząd opata w Memleben, gdyż w dokumencie cesarza Ottona III z 4 października 991 wspomniany jest jako biskup i opat. W 992 roku Reginold został jego następcą w Memleben, stąd przyjmuje się, że dopiero wtedy Unger przybył do Polski. Obecnie przypisuje się mu duże zasługi w chrystianizacji kraju i czynne popieranie polityki Bolesława Chrobrego. Przypuszcza się, że to właśnie zawiedzione nadzieje na objęcie zwierzchnictwa nad nową prowincją polską, po objęciu urzędu metropolity gnieźnieńskiego przez arcybiskupa Radzimia Gaudentego oraz wymuszona zgoda na okrojenie własnej diecezji w 1000 r., spowodowały, że wymusił pozostawienie biskupstwa poznańskiego poza prowincją gnieźnieńską.
Podczas podróży do Rzymu, zleconej mu przez Bolesława w 1004 roku, Unger został uwięziony w Magdeburgu, gdzie uznał się (być może pod przymusem) za sufragana arcybiskupa Magdeburga. Stało się to podstawą do późniejszych roszczeń metropolitów magdeburskich do zwierzchnictwa nad biskupstwem poznańskim. Na te lata mniej więcej datuje się powstanie tzw. narracji o utworzeniu metropolii magdeburskiej, według której Poznań już w 968 znalazł się wśród sufraganii magdeburskich. Pretensje te w początkach XII wieku próbowano rozciągnąć na całą metropolię gnieźnieńską. Nie jest jasne, czy Unger kiedykolwiek powrócił do Polski, wiele wskazuje na to, że do końca życia pozostał w Saksonii i zmarł tam 9 czerwca 1012.